# J.H. Krchovský

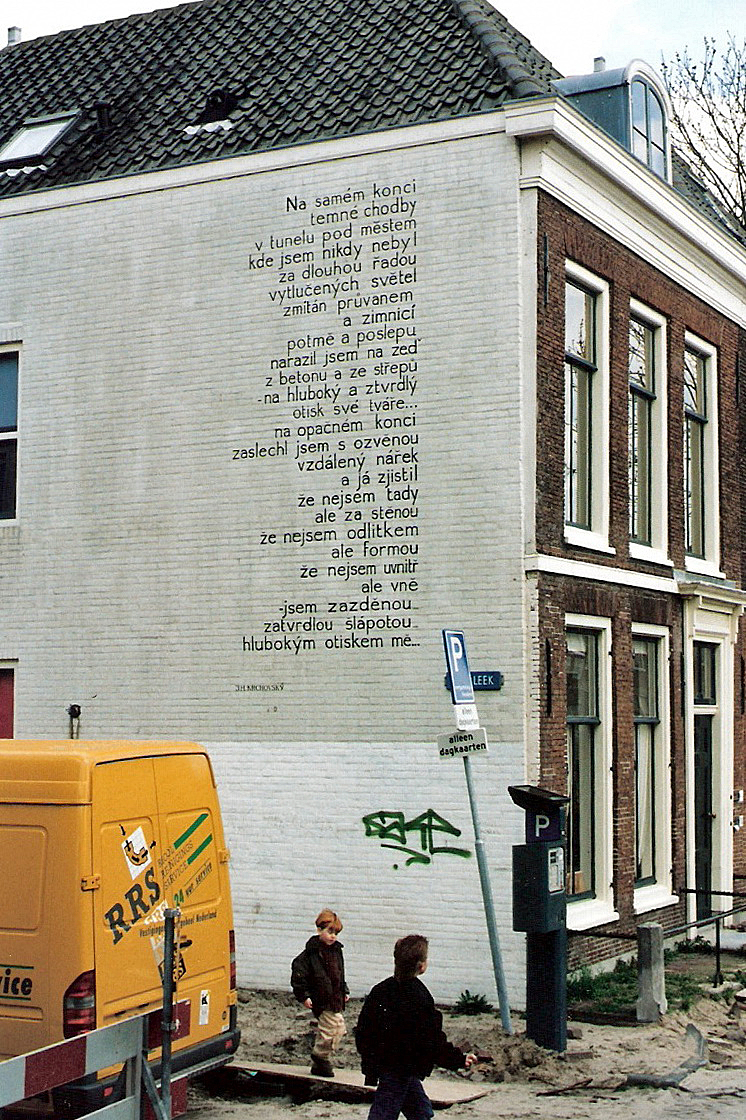
J.H. Krchovský – muurgedicht Helemaal aan het eind... in Leiden, tussen 1995 en 2004

J.H. Krchovský, pseudoniem van Jiří Hásek (Praag, 22 april 1960), is bekend geworden als een van de jongste Tsjechische samizdat-dichters. Zijn werk wordt gekenmerkt door een groteske stijl en een voorliefde voor thema's als dood, pijn en frustratie, gehuld in een wolk van alcohol en erotiek.

## Carrière
Na zijn opleiding tot metselaar begon Jiří Hásek zijn gedichten als J.H. Krchovský in illegale publicaties te verspreiden. Zijn teksten zijn verschillende malen op muziek gezet. Ook door Krchovský zelf met zijn groep de Krchoff Band, opgericht in 2006, waarmee hij optreedt als zanger en gitarist. Op 16 januari 2009 werd de cd Naposled gepresenteerd.
Zijn poëzie is ook het onderwerp geweest van een aflevering van het vierdelige tv-programma Smělé verše (Vette verzen) in 1993, geregisseerd door Tomáš Vorel. Ook was hij de hoofdpersoon in een televisiedocumentaire Starty (Optredens) in 2002, geregisseerd door Peter Filo. In de hedendaagse Tsjechische poëzie is Krchovský al drie decennia een fenomeen.

## Muurgedicht
In het kader van het project "Gedichten op muren" is in 1995 in Leiden Na samém konci (Helemaal aan het eind...) als muurgedicht aangebracht. Het is in 2004 overgeschilderd; onbekend is of het opnieuw zal worden aangebracht.
- Bibliothèque nationale de France: cb12381119j (data)
- Gemeinsame Normdatei: 103561161
- International Standard Name Identifier: 0000 0001 0909 0194
- Library of Congress Control Number: no98076685
- Nationale Bibliotheek van Tsjechië: jn19990218056
- Nederlandse Thesaurus van Auteursnamen: 182198987
- Système universitaire de documentation: 128393041
- Virtual International Authority File: 64087188
- WorldCat: E39PBJpYqv9FwhCpR77QyM8V4q